# Civilization
Civilization är ett antal strategispel under samma namn i form av både brädspel och datorspel. De har dock lite med varandra att göra och brädspelet stod inte som huvudinspiration för Sid Meier när han skapade datorspelet Civilization. Det första brädspelet skapades av Francis Tresham och producerades till en början av Hartland Trefoil. Detta spel kom i datorversion först i och med Advanced Civilization som släpptes 1995 av Avalon Hill, och senare i en ny version i form av Activisions Civilization: Call to Power som utkom 1998. Vid den här tiden ägde Microprose rättigheterna till såväl Sid Meier's Civilization som brädspelet Civilization och försökte slå samman de båda spelserierna. De har dock inte mycket mer gemensamt än själva namnet.

## Brädspelen

### Originalbrädspelet Civilization
Brädspelet som startade det hela 1980, se Civilization (brädspel).

### Brädspelet baserat på datorspelet
Civilization: The Board Game kom 2002 och är en brädspelsversion av datorspelet med kort och spelplan. Reglerna är något förenklade och förändrade mot dess digitala förlaga men ändå komplexa.

## Datorspelen

### Grundkonceptet i Civilization
Konceptet är att man som ledaren för en stam ska skapa en civilisation som ska stå sig igenom århundradena. Man kan vinna på olika sätt; total erövring av övriga civilisationer eller att man först koloniserar solsystemet Alfa Centauri men det går även att definiera egna mål, till exempel att nå 100-procentig läskunnighet.
För att bygga en bra civilisation krävs att man forskar fram epokgörande uppfinningar så som hjulet, alfabetet, ångmaskinen, radion, flygmaskinen etcetera vilket gör att man kan bygga nya enheter och att man kan bygga till exempel järnvägar och flygplatser.
Även statsskicket utvecklas efter hand så att man genom revolutioner kan byta till exempelvis republik, demokrati och kommunism som alla har sina för- och nackdelar.
Dessutom gäller det att genom diplomati förhandla med sina grannar, byta till sig teknologier samt att ingå militära allianser. Spelets framgång bygger på känslan av att vara mitt i historien, att man får styra och ställa hur man vill samt att det är en hyfsat bra simulering av hur en civilisation tar form. Det är en bra mix mellan strategi och simulator och samtidigt väldigt lärorikt.

### Sid Meier's Civilization (Civ I)
Datorspelet Sid Meier's Civilization från 1991 är en klassiker som fört utvecklingen av strategispel för datorer till högre höjder. Själva spelet baserar sig, tvärtemot vad många verkar tro, väldigt lite på brädspelet Civilization. Istället kom den initiala inspirationen från brädspelet Risk som skaparen Sid Meier var mycket förtjust i.

### Sid Meier's Civilization II
Civilization II gavs ut 1996 av Microprose. Även detta spel blev en bestseller. Spelreglerna i Civilization II är mycket lika originalspelets regler, men det finns ett antal nya militärenheter och teknologiska uppfinningar och framför allt diplomatin och grafiken förbättrades. En skillnad är att enheter kan bli delvis skadade, medan de i ettan antingen vann en strid eller förstördes. Detta påverkade taktiska överväganden.
Värt att notera är att spelet, trots namnet, inte designades av Sid Meier utan av Brian Reynolds.
Civilization II rankades i april 2005 som det tredje bästa datorspelet någonsin av datorspelstidningen PC Gamer.
Expansioner:
Civilization II har fått många officiella expansionssatser, bland annat Fantastic Worlds, Multiplayer Gold Edition och Test of Time.

### Civilization: Call to Power
Activision fick 1998 rättigheter av Microprose att utveckla spelet Civilization: Call to Power. Det var inte en egentlig uppföljare till Sid Meier's Civilization utan mer en sorts uppföljare till Advanced Civilization som baserades på brädspelet med samma namn. Spelets handling sträckte sig till år 3000 e. Kr. och hade en karta med flera lager - ett för havsbottnen och ett för rymden. Enligt recensenter och fans blev det en besvikelse och Firaxis stämde Activision för att ha använt ordet Civilization i titeln.
Call to Power II kom 2000 och var mer modest i sin utformning, sträckte sig till 2300 e. Kr. och fick god kritik.
Call to Power-spelens gränssnitt, regelsystem och spelmiljö skiljer sig från Civ 1, 2 samt 3 och de har sålt i betydligt mindre upplagor.

### Sid Meier's Alpha Centauri
Sid Meier's Alpha Centauri - utvecklat av Firaxis - är en kronologisk uppföljare till Civilization som handlar om människans kolonisering av en planet i Alpha Centauri-systemet. Det finns en expansion med namnet Alien Crossfire.
Även detta spel designades av Brian Reynolds

### Sid Meier's Civilization III
Sid Meier's Civilization III är en efterföljare till Civilization II som utvecklades av Firaxis under Brian Reynolds' konstnärliga ledning, och publicerades av Infogrames år 2001. Meier medverkade inte heller till denna titel, men deltog i marknadsföringen. Spelet blev även det en succé och sålde i stora upplagor.
Expansioner:
Sid Meier's Civilization III: Play the World är en expansion till Civilization III. I Play the World kan man inte bara spela mot datorn, utan även mot andra personer över Internet. Nästa expansion heter Civilization III: Conquests (där även Play the World ingår) och erbjuder sju nya civilisationer att välja mellan och nio så kallade kampanjer (Conquests) att spela.

### Sid Meier's Civilization IV
Den fjärde delen i serien utvecklades av Firaxis under ledning av Soren Jonsson och nådde marknaden under andra halvan av 2005. Civilization IV är det första spelet i serien som är helt i 3D med steglös zoomning, men kartrutnätet är fortfarande en rektangulär projektion. Det är det som skiljer det mest från originalspelet. Det fick goda omdömen från press och fans. Firaxis har även släppt ut källkoden till spellogiken i form av en SDK.
Expansioner:
Den första expansionen till Civilization IV heter Civilization IV: Warlords.
Den andra expansionen till Civilization IV heter Civilization IV: Beyond the Sword. (Släpps/Släpptes officiellt 23 juli 2007)

### Civilization IV: Colonization
Civilization IV: Colonization är en remake av det äldre spelet Colonization och skapat i samma spelmotor som Civilization IV.

### Civilization V
Det senaste spelet i den officiella serien offentliggjordes i februari 2010. Spelet är byggt med en ny spelmotor och bland nyheterna är ett nytt stridssystem, djupare diplomatisystem, där ledarna pratar sitt eget språk samt att det kvadratiska rutnätet har blivit utbytt mot hexagoner.  Spelet släpptes den 24 september 2010
Expansioner:
Den första expansionen till Civilization V heter Civilization V: Gods and Kings
Den andra expansionen till Civilization V heter Civilization V: Brave New World

### Civilization: Beyond Earth
Spelet släpptes 2014.

### Civilization VI
Spelet släpptes internationellt den 21 oktober 2016.

## Konsolspel

### Sid Meier's Civilization Revolution
Nästa spel i Civilization-serien lanserades den 3 juni 2008. Det finns till Xbox 360, Playstation 3 och Nintendo DS.

## Liknande spel
- Sid Meier's Colonization skildrar européernas kolonisering av Amerika fram till frigörelsen.
- Det finns även flera gratis Civilization-kloner, som till exempel Freeciv samt C-evo.